# Lepidostoma canthum
Lepidostoma canthum är en nattsländeart som beskrevs av Ross 1941. Lepidostoma canthum ingår i släktet Lepidostoma och familjen kantrörsnattsländor. Inga underarter finns listade i Catalogue of Life.